# Clavaspis quadriloba
Clavaspis quadriloba är en insektsart som beskrevs av Brimblecombe 1959. Clavaspis quadriloba ingår i släktet Clavaspis och familjen pansarsköldlöss. Inga underarter finns listade i Catalogue of Life.